# Gent-Wevelgem
Gent-Wevelgem In Flanders Fields (in het verleden ook als Gent-Wevelgem-Gent georganiseerd) is sinds 1934 een eendaagse wielerwedstrijd voor mannen in België. Vanaf 2012 wordt er onder impuls van Griet Langedock ook een editie voor elite vrouwen georganiseerd.

## Parcours
De wedstrijd startte sinds 2003, ondanks de naam, niet meer in Gent maar in het nabijgelegen Deinze. In 2020 werd dit Ieper, vanaf 2013 ook al de startplaats voor de vrouwenkoers. Gent-Wevelgem liep van 2003 tot 2007 het eerste wedstrijduur richting de Belgische kust, die een eind gevolgd moet worden. Nabij Veurne ("De Moeren") breekt de wedstrijd meestal open. Vanwege de vaak harde wind op de vlakke Vlaamse wegen ontstaan waaiers. Het belangrijkste obstakel is de Kemmelberg, een lastige klim met kasseien die twee keer beklommen moet worden, maar die minstens zo berucht is vanwege zijn gevaarlijke afdaling, waar al menig wielrenner gevallen is. Vaak vormt het tweeluik Monteberg-Kemmelberg het breekpunt van de wedstrijd. Verder is het parcours vrij vlak, waardoor de wedstrijd in Wevelgem toch vaak eindigt in een groepssprint.
Voor de edities van 2008 en 2009 is het parcours ingrijpend gewijzigd; de renners rijden niet meer tot aan de kust, maar rijden een ommetje langs de Steenstraat (Bovekerke-Werken) en benaderen daarna Veurne vanuit de polders in plaats vanuit de richting van de kust. Daarna volgt de Heuvelzone, met de Vidaigneberg, de Rodeberg, de Monteberg (tot op de top en dan linksaf), een ommetje en de Kemmelberg benaderd vanuit de dorpskern van Kemmel. De afdaling gebeurt langs een heraangelegd ommetje om de gevaarlijke afdaling en de mogelijke valpartijen te vermijden. Daarna wordt deze heuvelzone opnieuw aangedaan, in dezelfde volgorde om daarna richting Wevelgem te rijden. Het nieuwe parcours is door de meeste renners goedgekeurd: sommigen menen dat de aanloop naar de Kemmelberg zodoende nerveuzer kan verlopen, maar nervositeit hoort volgens koersdirecteur Hans De Clercq bij deze koers.
In 2010 is wederom een ingrijpende wijziging doorgevoerd. Niet alleen wordt de koers van de woensdag tussen de Ronde van Vlaanderen en Parijs-Roubaix op de wielerkalender verzet naar de zondag voor de Ronde. Ook zijn er veel meer hellingen ingelast voorafgaand aan de Kemmelklim; Scherpenberg, Katsberg, Berthen, Zwarteberg, Baneberg, Rodeberg en dan Monteberg en Kemmelberg. Deze reeks hellingen beklimmen de renners tweemaal alvorens naar de finish in Wevelgem te fietsen.
Sedert 2011 behoort hij tot de UCI World Tour. Ook nu weer veel hellingen, Katsberg, Berthen, Schomminkelberg, Kemmelberg, Monteberg, Baneberg, Kemmelberg en Monteberg. Eigenlijk zouden Katsberg en Schomminkelberg tweemaal worden beklommen en zou er nog tweemaal een beklimming van de Zwarteberg[-Langendreef] zijn met een afdaling van de Vidaigneberg naar de voet van de Schomminkelberg, maar het aantal kilometers moest worden teruggebracht. Daarom werd na de eerste maal Kemmel-Monteberg gekozen voor een klim van de andere zijde via de Baneberg naar de top van de Rodeberg.
Sinds 2012 is de lus in Frankrijk uitgebreid en wordt ook de Kasselberg beklommen, deze wordt tweemaal opgenomen, eenmaal de kasseiklim en daarna via de andere zijde. In 2016 is de Kasselberg er vanwege carnaval in Cassel niet bij, wel wordt in 2016 de steilste klim van de Kemmelberg voor de eerste maal sinds 1976 weer opgenomen in de koers en wordt de Kemmelberg van beide kanten bedwongen.
In 2017 wordt ter nagedachtenis van het Kerstbestand in 1914 nabij Ploegsteert een drietal halfverharde stroken rond deze plaats opgenomen in het parcours, de zogenaamde Plugstreets. Deze drie stroken zijn samen 5,2 km lang en worden ingepast tussen de eerste en tweede beklimming van de Kemmelberg.
Het parcours werd in 2020 opnieuw gewijzigd: de start verhuisde van Deinze naar Ieper. De renners fietsen eerst in oostelijke richting met een lus en gaan daarna westwaarts naar de kust. Vanaf "de Moeren" is de route weer dezelfde als de edities er voor.

## Organisatie
De wedstrijd is een organisatie van Koninklijke Veloclub Het Vliegend Wiel vzw. Deze club werd sinds 1982 voorgezeten door Luc Gheysen. Bernard Langedock deed jarenlang de organisatie, zijn dochter Griet Langedock trad in zijn voetsporen. Hans De Clercq was jarenlang verantwoordelijk voor het sportieve luik. Eind 2021 verkochten zij hun meerderheidsaandelen aan Flanders Classics

## Geschiedenis
De wedstrijd werd in 1934 voor het eerste gereden en toen reeds georganiseerd door Gerard Margodt en Georges Matthys. Deze beide heren bleven zeer lang actief betrokken bij deze koers. Zij zijn beiden ondertussen reeds overleden maar bereikten beiden een hoge leeftijd. Enkel de oorlog kon af een toe een stok tussen de wielen steken, waardoor er niet elk jaar gereden is.
In 1934 was Gent-Wevelgem nog een vlakke koers voor junioren. De tweede editie in 1935 (eveneens voor junioren) voert door de Vlaamse Ardennen met hellingen als de Kwaremont, Kluisberg en Tiegemberg.
Vanaf 1936 tot en met 1939 is de koers voor onafhankelijken. Het gaat rechtstreeks van Gent naar Kortrijk en vandaar volgen plaatselijke rondes met de gevreesde Lauwberg.
Na de Tweede Wereldoorlog in 1945 wordt Gent-Wevelgem een koers voor profs. Er komt een compleet nieuw parcours via de Vlaamse Ardennen naar Wevelgem en daarna een lus door het Vlaamse Heuvelland. Op de Edelareberg, Hoppeberg, Kwaremont, Zwarteberg en Rodeberg zijn bergprijzen te verdienen. In 1946 wordt hetzelfde parcours gevolgd, maar in 1947 wordt via de kust alleen het Heuvelland (Vidaigneberg, Rodeberg) aangedaan, evenals in 1948.
Vanaf 1949 tot en met 1954 zoekt men wederom de Vlaamse Ardennen op (Kruisberg, Kwaremont) gevolgd door het Heuvelland (Rodeberg, Vidaigeneberg, Helling van Mesen). In 1955 worden Kluisberg en Kemmelberg toegevoegd. De weg over de Kemmelberg is dan nog onverhard. In 1956 wordt ook nog de Eikenberg toegevoegd aan het parcours.
In 1957 richt men de Trofee van Vlaanderen op; Omloop Het Volk en Gent-Wevelgem vallen in één weekend en hebben een gezamenlijke prijzenpot. Omdat de Omloop reeds grotendeels plaatsvindt in de Vlaamse Ardennen gaat Gent-Wevelgem hier niet meer naartoe. Gent-Wevelgem voegt nu de hellingen in Frans-Vlaanderen toe aan zijn parcours (Zwarteberg, Katsberg, Wouwenberg, Kasselberg) als aanloop naar de Kemmelberg. In 1958 worden de Frans-Vlaamse hellingen niet meer opgenomen, de grens overschrijden betekende te veel administratieve rompslomp. Na de aanloop naar de kust volgen enkel de Rodeberg, Vidaigneberg en Kemmelberg in het Heuvelland.
In 1960 raakt de Omloop Het Volk-organisatie dusdanig in conflict met de BWB over de wielerkalender dat zij haar koers afgelast. Dit is tevens het einde van de Trofee van Vlaanderen. Gent-Wevelgem doet in 1960 de zwaartepunten aan van beide klassiekers ter compensatie. Naast Muur van Geraardsbergen, Kwaremont, Kluisberg en Tiegemberg in de Vlaamse Ardennen volgen de Vidaigneberg, Kemmelberg en Helling van Mesen in het Heuvelland.
In 1961 wordt Gent-Wevelgem voor één jaar onderdeel van een tweedaagse koers. De eerste dag van Antwerpen naar Gent en de tweede dag Gent-Wevelgem met enkel hellingen in het Heuvelland (Rodeberg, Vidaigneberg, Kemmelberg, Helling van Mesen).
Vanaf 1962 tot en met 1976 gaat Gent-Wevelgem via de kust naar het Heuvelland, de Rodeberg, Vidaigneberg en Kemmelberg als vaste waarden, soms aangevuld met de Monteberg, Baneberg, Sulferberg, Goeberg, Suikerberg, Helling van Nieuwkerke, Helling van Geluveld, Kraaiberg of Scherpenberg. Dat geldt ook voor de jaren 1978 tot en met heden. In de periode 1993 tot en met 1995 worden de Frans-Vlaamse hellingen nogmaals ingelast, maar daar ziet men in 1996 weer vanaf omdat men het traditionele parcours wil behouden. De Vlaamse Ardennen worden niet meer aangedaan omdat men de roots van Gent-Wevelgem wilde behouden en omdat de renners toch pas in het Heuvelland voluit gingen koersen.
Enkel in 1977 wordt het parcours grondig gewijzigd en worden de Vlaamse Ardennen nog eenmaal aangedaan met 11 hellingen (waaronder Edelareberg, Kattenberg, Varent, Kluisberg en Tiegemberg). Ook de in 1976 in de Ronde van Vlaanderen ingelaste Koppenberg staat op het menu, hoewel deze in Gent-Wevelgem Steengat genoemd wordt. Daarna volgen nog 5 beklimmingen in het Heuvelland waaronder de dubbele klim van de Kemmelberg.
In 2003 schreef Rudy Neve een boek over de geschiedenis van de wedstrijd. In 2012 werd door Rik Vanwalleghem, Rudy Neve en Koen D'haene een fotoboek n.a.v. de 75e editie van Gent-Wevelgem gemaakt.
De editie van 2016 kende een zeer zwarte rand vanwege het overlijden van wielrenner Antoine Demoitié na een val en een aanrijding met een motor.

## Mannen

### Podia
| Jaar                    | Winnaar                  | Tweede                   | Derde                    |
| ----------------------- | ------------------------ | ------------------------ | ------------------------ |
| 1934                    | Gustave Van Belle        | Maurice Vandenberghe     | Jérôme Dufromont         |
| 1935                    | Albert Depreitere        | Jérôme Dufromont         | Karel Catrysse           |
| 1936                    | Robert Van Eenaeme       | Joseph Somers            | Gaston Denys             |
| 1937                    | Robert Van Eenaeme       | Albert Ritserveldt       | Andé Hallaert            |
| 1938                    | Hubert Godaert           | Edmond Delathouwer       | Gustave Van Cauwenberghe |
| 1939                    | André Declerck           | Frans Van Hellemont      | Albert Van Laecke        |
| 1940-1944 niet verreden |                          |                          |                          |
| 1945                    | Robert Van Eenaeme       | Maurice Van Herzele      | André Declerck           |
| 1946                    | Ernest Sterckx           | Maurice Desimpelaere     | Michel Remue             |
| 1947                    | Maurice Desimpelaere     | René Beyens              | Lucien Vlaemynck         |
| 1948                    | Valère Ollivier          | Albert Ramon             | Hilaire Couvreur         |
| 1949                    | Marcel Kint              | André Declerck           | Albert Decin             |
| 1950                    | Briek Schotte            | Albert Decin             | André Declerck           |
| 1951                    | André Rosseel            | Raphaël Jonckheere       | Lionel Van Brabant       |
| 1952                    | Raymond Impanis          | Maurice Blomme           | Alois De Hertog          |
| 1953                    | Raymond Impanis          | Wim van Est              | Germain Derijcke         |
| 1954                    | Rolf Graf                | Ferdy Kübler             | Ernest Sterckx           |
| 1955                    | Briek Schotte            | Désiré Keteleer          | Raymond Impanis          |
| 1956                    | Rik Van Looy             | Richard Van Genechten    | Désiré Keteleer          |
| 1957                    | Rik Van Looy             | André Noyelle            | Lucien Mathys            |
| 1958                    | Noël Foré                | Rik Van Looy             | Fred De Bruyne           |
| 1959                    | Leon Vandaele            | Jos Hoevenaars           | Jacques Anquetil         |
| 1960                    | Frans Aerenhouts         | Frans De Mulder          | Joseph Planckaert        |
| 1961                    | Frans Aerenhouts         | Raymond Impanis          | Yvo Molenaers            |
| 1962                    | Rik Van Looy             | Frans Schoubben          | Armand Desmet            |
| 1963                    | Benoni Beheyt            | Tom Simpson              | Michel Van Aerde         |
| 1964                    | Jacques Anquetil         | Yvo Molenaers            | Rik Van Looy             |
| 1965                    | Noël De Pauw             | Bernard Van De Kerckhove | Gustaaf De Smet          |
| 1966                    | Herman Vanspringel       | Noël Vanclooster         | Palle Lykke              |
| 1967                    | Eddy Merckx              | Jan Janssen              | Edward Sels              |
| 1968                    | Walter Godefroot         | Willy Van Neste          | Felice Gimondi           |
| 1969                    | Willy Vekemans           | Roger De Vlaeminck       | Erik De Vlaeminck        |
| 1970                    | Eddy Merckx              | Willy Vekemans           | Walter Godefroot         |
| 1971                    | Georges Pintens          | Roger De Vlaeminck       | Gerben Karstens          |
| 1972                    | Roger Swerts             | Felice Gimondi           | Eddy Merckx              |
| 1973                    | Eddy Merckx              | Frans Verbeeck           | Walter Planckaert        |
| 1974                    | Barry Hoban              | Eddy Merckx              | Roger De Vlaeminck       |
| 1975                    | Freddy Maertens          | Frans Verbeeck           | Rik Van Linden           |
| 1976                    | Freddy Maertens          | Rik Van Linden           | Frans Verbeeck           |
| 1977                    | Bernard Hinault          | Vittorio Algeri          | Piet van Katwijk         |
| 1978                    | Ferdi Van Den Haute      | Walter Planckaert        | Francesco Moser          |
| 1979                    | Francesco Moser          | Roger De Vlaeminck       | Jan Raas                 |
| 1980                    | Henk Lubberding          | Alfons De Wolf           | Piet van Katwijk         |
| 1981                    | Jan Raas                 | Roger De Vlaeminck       | Alfons De Wolf           |
| 1982                    | Frank Hoste              | Eddy Vanhaerens          | Alfons De Wolf           |
| 1983                    | Leo van Vliet            | Jan Raas                 | Frank Hoste              |
| 1984                    | Guido Bontempi           | Eric Vanderaerden        | Pierino Gavazzi          |
| 1985                    | Eric Vanderaerden        | Phil Anderson            | Rudy Dhaenens            |
| 1986                    | Guido Bontempi           | Twan Poels               | Jean-Marie Wampers       |
| 1987                    | Teun van Vliet           | Etienne De Wilde         | Herman Frison            |
| 1988                    | Sean Kelly               | Gianni Bugno             | Ron Kiefel               |
| 1989                    | Gerrit Solleveld         | Sean Yates               | Rolf Sørensen            |
| 1990                    | Herman Frison            | Johan Museeuw            | Franco Ballerini         |
| 1991                    | Djamolidin Abdoezjaparov | Mario Cipollini          | Olaf Ludwig              |
| 1992                    | Mario Cipollini          | Johan Capiot             | Adriano Baffi            |
| 1993                    | Mario Cipollini          | Eric Vanderaerden        | Djamolidin Abdoezjaparov |
| 1994                    | Wilfried Peeters         | Franco Ballerini         | Johan Museeuw            |
| 1995                    | Lars Michaelsen          | Maurizio Fondriest       | Luc Roosen               |
| 1996                    | Tom Steels               | Giovanni Lombardi        | Johan Museeuw            |
| 1997                    | Philippe Gaumont         | Andreï Tchmil            | Johan Capiot             |
| 1998                    | Frank Vandenbroucke      | Lars Michaelsen          | Nico Mattan              |
| 1999                    | Tom Steels               | Zbigniew Spruch          | Tristan Hoffman          |
| 2000                    | Geert Van Bondt          | Peter Van Petegem        | Johan Museeuw            |
| 2001                    | George Hincapie          | Léon van Bon             | Steffen Wesemann         |
| 2002                    | Mario Cipollini          | Fred Rodriguez           | George Hincapie          |
| 2003                    | Andreas Klier            | Henk Vogels              | Tom Boonen               |
| 2004                    | Tom Boonen               | Magnus Bäckstedt         | Jaan Kirsipuu            |
| 2005                    | Nico Mattan              | Juan Antonio Flecha      | Daniele Bennati          |
| 2006                    | Thor Hushovd             | David Kopp               | Alessandro Petacchi      |
| 2007                    | Marcus Burghardt         | Roger Hammond            | Óscar Freire             |
| 2008                    | Óscar Freire             | Aurélien Clerc           | Wouter Weylandt          |
| 2009                    | Edvald Boasson Hagen     | Aljaksandr Koetsjynski   | Matthew Goss             |
| 2010                    | Bernhard Eisel           | Sep Vanmarcke            | Philippe Gilbert         |
| 2011                    | Tom Boonen               | Daniele Bennati          | Tyler Farrar             |
| 2012                    | Tom Boonen               | Peter Sagan              | Matti Breschel           |
| 2013                    | Peter Sagan              | Borut Božič              | Greg Van Avermaet        |
| 2014                    | John Degenkolb           | Arnaud Démare            | Peter Sagan              |
| 2015                    | Luca Paolini             | Niki Terpstra            | Geraint Thomas           |
| 2016                    | Peter Sagan              | Sep Vanmarcke            | Vjatsjeslav Koeznetsov   |
| 2017                    | Greg Van Avermaet        | Jens Keukeleire          | Peter Sagan              |
| 2018                    | Peter Sagan              | Elia Viviani             | Arnaud Démare            |
| 2019                    | Alexander Kristoff       | John Degenkolb           | Oliver Naesen            |
| 2020                    | Mads Pedersen            | Florian Sénéchal         | Matteo Trentin           |
| 2021                    | Wout van Aert            | Giacomo Nizzolo          | Matteo Trentin           |
| 2022                    | Biniam Girmay            | Christophe Laporte       | Dries Van Gestel         |
| 2023                    | Christophe Laporte       | Wout van Aert            | Sep Vanmarcke            |
| 2024                    | Mads Pedersen            | Mathieu van der Poel     | Jordi Meeus              |
| 2025                    | Mads Pedersen            | Tim Merlier              | Jonathan Milan           |

#### Meervoudige winnaars
| Overwinningen | Renner             | Jaren            |
| ------------- | ------------------ | ---------------- |
| 3             | Robert Van Eenaeme | 1936, 1937, 1945 |
| 3             | Rik Van Looy       | 1956, 1957, 1962 |
| 3             | Eddy Merckx        | 1967, 1970, 1973 |
| 3             | Mario Cipollini    | 1992, 1993, 2002 |
| 3             | Tom Boonen         | 2004, 2011, 2012 |
| 3             | Peter Sagan        | 2013, 2016, 2018 |
| 3             | Mads Pedersen      | 2020, 2024, 2025 |
| 2             | Raymond Impanis    | 1952, 1953       |
| 2             | Briek Schotte      | 1950, 1955       |
| 2             | Frans Aerenhouts   | 1960, 1961       |
| 2             | Freddy Maertens    | 1975, 1976       |
| 2             | Guido Bontempi     | 1984, 1986       |
| 2             | Tom Steels         | 1996, 1999       |

#### Overwinningen per land
| Overwinningen | Land                                                                                                  |
| ------------- | --- |
| 50            | België                                                                                                |
| 7             | Italië                                                                                                |
| 5             | Nederland                                                                                             |
| 4             | Frankrijk, Denemarken                                                                                 |
| 3             | Duitsland, Noorwegen, Slowakije                                                                       |
| 1             | Eritrea, Ierland, Oezbekistan, Oostenrijk, Spanje, Verenigd Koninkrijk, Verenigde Staten, Zwitserland |

## Vrouwen
De eerste twee jaren was de koers een wedstrijd op nationaal niveau, vervolgens twee jaar op UCI-niveau 1.2 en vanaf 2016 maakt de wedstrijd deel uit van de UCI Women's World Tour. Ieper fungeert als startplaats van de wedstrijd, uitzondering was de eerste editie in 2012 toen Middelkerke dit was.

### Podia
| Jaar | Afstand  | Winnaar              | Tweede            | Derde                     |
| ---- | -------- | -------------------- | ----------------- | ------------------------- |
| 2012 | 113,7 km | Elizabeth Armitstead | Iris Slappendel   | Jessie Daams              |
| 2013 | 112,0 km | Kirsten Wild         | Sanne van Paassen | Kelly Druyts              |
| 2014 | 115,2 km | Lauren Hall          | Janneke Ensing    | Vera Koedooder            |
| 2015 | 117,0 km | Floortje Mackaij     | Janneke Ensing    | Chloe Hosking             |
| 2016 | 115,0 km | Chantal Blaak        | Lisa Brennauer    | Lucinda Brand             |
| 2017 | 146,2 km | Lotta Lepistö        | Jolien D'hoore    | Coryn Rivera              |
| 2018 | 142,6 km | Marta Bastianelli    | Jolien D'hoore    | Lisa Klein                |
| 2019 | 136,8 km | Kirsten Wild         | Lorena Wiebes     | Letizia Paternoster       |
| 2020 | 141,4 km | Jolien D'hoore       | Lotte Kopecky     | Lisa Brennauer            |
| 2021 | 141,7 km | Marianne Vos         | Lotte Kopecky     | Lisa Brennauer            |
| 2022 | 159,0 km | Elisa Balsamo        | Marianne Vos      | Maria Giulia Confalonieri |
| 2023 | 162,5 km | Marlen Reusser       | Megan Jastrab     | Maike van der Duin        |
| 2024 | 171,2 km | Lorena Wiebes        | Elisa Balsamo     | Chiara Consonni           |
| 2025 | 168,9 km | Lorena Wiebes        | Elisa Balsamo     | Charlotte Kool            |

#### Meervoudige winnaars
| Overwinningen | Renster       | Jaren      |
| ------------- | ------------- | ---------- |
| 2             | Kirsten Wild  | 2013, 2019 |
| 2             | Lorena Wiebes | 2024, 2025 |

#### Overwinningen per land
| Overwinningen | Land                                                                |
| ------------- | ------------------------------------------------------------------- |
| 7             | Nederland                                                           |
| 2             | Italië                                                              |
| 1             | België, Finland, Verenigd Koninkrijk, Verenigde Staten, Zwitserland |